# Palting
Palting är en ort och kommun  i Österrike. Den ligger i distriktet Braunau am Inn i förbundslandet Oberösterreich, 240 kilometer väster om huvudstaden Wien. 
Kommunen består av 20 orter (Ortschaften) (inom parentes invånarantal 1 januari 2024):

- Bergham (16)
- Brandstätt (17)
- Bruck (62)
- Dietersham (31)
- Eidenham (173)
- Fischerjuden (58)
- Guggenberg (36)
- Heming (103)
- Hiltenwiesen (74)
- Imsee (16)
- Macking (13)
- Mundenham (239)
- Mödenham (2)
- Neckreith (153)
- Palting (95)
- Rutzing (9)
- Singham (75)
- Stockham (13)
- Unteröd (5)
- Weikertsham (74)